# Frigga's parelmoervlinder
Frigga’s parelmoervlinder (Boloria frigga) is een dagvlinder uit de familie Nymphalidae (vossen, parelmoervlinders en weerschijnvlinders).

## Verspreiding
De soort komt voor in Noorwegen, Noord-Zweden, Finland en zeldzaam in het oostelijk deel van de Baltische staten. Buiten Europa komt de soort ook in Noord-Amerika voor, in Noord-Alaska en Noord-Canada, het noorden van Michigan, Minnesota en Wisconsin. Daarnaast is er een geïsoleerde populatie in de Rocky Mountains.

## Levenswijze
Frigga's parelmoervlinder heeft in Europa kruipbraam (Rubus chamaemorus) als waardplant In Noord-Amerika worden bosbessoorten (Vaccinium), soorten uit het geslacht Andromeda en wellicht wilg (Salix) en berk (Bettula) als waardplant gebruikt. De rupsen overwinteren in het voorlaatste stadium. Mannetjes patrouilleren in open gebieden op zoek naar vrouwtjes.
De vliegtijd is in juni en juli.

## Biotoop
De vlinder leeft in Europa in moerassen en venen met een begroeiing van berken of wilgen en in veenmoerassen in naaldbossen. In Noord-Amerika ook op Arctische toendra's.